# Dambenoît-lès-Colombe
Dambenoît-lès-Colombe – miejscowość i gmina we Francji, w departamencie Górna Saona, w regionie Burgundia-Franche-Comté. Według danych na rok 2009 gminę zamieszkiwały 274 osoby.